# Microregione di Coreaú
Coreaú è una microregione dello Stato del Ceará in Brasile, appartenente alla mesoregione di Noroeste Cearense.

## Comuni
Comprende 4 municipi:
- Coreaú
- Frecheirinha
- Moraújo
- Uruoca